# Shelby Series 1
La Shelby Series 1 è una automobile spider con motore anteriore e trazione posteriore lanciata nel 1998 dalla casa automobilistica statunitense Shelby Automobiles e che rappresenta il suo ritorno nel mercato dopo circa 30 anni dalla sua ultima auto, la Shelby Cobra.

## Contesto
Il telaio è un semi-monoscocca in alluminio con traliccio tubolare e carrozzeria a nido d'ape.
La Series 1 monta un motore da 4 L DOHC V8 a 4 valvole derivato da un'altra auto americana, la Oldsmobile Aurora; questo motore è abbinato a un turbocompressore e, nelle prime versioni, erogava 324 CV mentre in quelle successive, ne erogava 450.
Le prestazioni dichiarate sono:
- Accelerazione da 0 a 100 km/h in 3,7 s
- Velocità massima di oltre 170 mph (272 km/h)

Negli Stati Uniti veniva venduta a 174000 $ (equivalente a circa 124000 €) ed è stata prodotta sino al 2005 in un totale di 249 esemplari.